# Dachs (Blockheizkraftwerk)
Dachs ist der Markenname für kleine Blockheizkraftwerke der Firma SenerTec Kraft-Wärme-Energiesysteme GmbH in Schweinfurt. Mit einer Heizleistung von etwa 1 kW bis 40 kW und einer elektrischen Leistung von 700 W bis 20 kW wird der „Dachs“ in Wohnhäusern (Mikro-Kraft-Wärme-Kopplung) und Gewerbeimmobilien eingesetzt.

## Geschichte
Der Dachs war das erste in Serie gefertigte Mikro-Blockheizkraftwerk und hieß anfangs „Sachs Heiz-Kraft-Anlage (HKA)“. Die Ursprünge gehen auf die Ölpreisschocks in den 1970er Jahren zurück. Beim Automobilzulieferer Fichtel & Sachs in Schweinfurt wurde daher ab 1979 eine Wärmepumpe entwickelt, die durch einen Gasmotor angetrieben wurde.
Mit dem Verfall des Ölpreises verschlechterte sich die Einschätzung des Markterfolges für dieses Heizungskonzept. Der speziell für diesen Anwendungsfall entwickelte Motor eignete sich aufgrund seiner Langlebigkeit auch dafür, in einem kleinen Blockheizkraftwerk einen Generator anzutreiben. Ab 1986 wurde daher an der Entwicklung des „Dachs“ gearbeitet. Erste Prototypen entstanden 1989. Anfang der 1990er Jahre liefen umfangreiche Feldtests an.
Mit dem Anfahren der Serienproduktion wurde die Abteilung „Sachs Energietechnik“ im Jahr 1996 als „SenerTec Kraft-Wärme-Energiesysteme GmbH“ ausgegründet. Zum zehnjährigen Firmenjubiläum war das Unternehmen auf rund 100 Mitarbeiter gewachsen und stellte knapp 3000 Dachse pro Jahr her. SenerTec beschäftigt aktuell (2024) rund 125 Mitarbeiter und gehört seit 2002 zu Baxi, einem britischen Heiztechnikhersteller und ist mittlerweile Teil der Unternehmensgruppe BDR Thermea, einem der führenden Heizgerätehersteller in Europa.

## Technische Spezifikationen
Der „klassische“ Dachs arbeitet nach dem Prinzip der Kraft-Wärme-Kopplung. Ein wassergekühlter Verbrennungsmotor treibt einen ebenfalls wassergekühlten Generator an. Weitere thermische Energie wird durch einen Abgas- und Schmierölwärmetauscher rückgewonnen. Die anfallende Wärme kann so für Heizung und Brauchwasser genutzt werden. Der erzeugte Strom wird im Hausnetz verbraucht. Überschüsse werden ins öffentliche Niederspannungsnetz eingespeist.
In der ersten Generation des Dachs diente als Antriebsmaschine ein Einzylinder-Viertakt-Spezialmotor mit ca. 580 cm³ Hubraum, der eigens für den Betrieb in Heizungssystemen entwickelt wurde. Der Dachs wird serienmäßig für den Betrieb mit Flüssiggas oder Erdgas angeboten. Die elektrische Leistung liegt je nach Typ zwischen 5,0 und 5,5 kW. Die thermische Leistung kommt auf Werte zwischen 10,3 kW (RME) und 12,5 kW (Erdgas). Durch einen zusätzlichen Kondensationsabgaswärmetauscher kann dies per Brennwertnutzung bis auf 14,8 kW angehoben werden.
Der elektrische Wirkungsgrad beträgt nach Herstellerangaben 26–30 %. Der thermische Wirkungsgrad liegt bei 59–63 % ohne und bei 66–74 % mit Brennwertnutzung. Daraus ergibt sich ein Gesamtwirkungsgrad (Brennstoffausnutzung) in Höhe von 88 bis 99 %.
Auf der ISH 2013 stellte das Unternehmen SenerTec ein Blockheizkraftwerk mit rund 20 kW elektrischer Leistung vor. Bei diesem neuen Dachs, dem Dachs Pro G/F 20.0, mit 4-Zylinder-Volkswagenmotor liegt der Gesamtwirkungsgrad bei bis zu 102,4 Prozent. Damit erzielt die Anlage die Energieeffizienzklasse A++.
Inzwischen existieren auch Anlagen mit Brennstoffzellen-Technologie, bei denen Erdgas als Brennstoff zum Einsatz kommt. Innerhalb des Brennstoffzellen-Heizgeräts reagiert der im Erdgas enthaltene Wasserstoff mit Sauerstoff zu Wasser. Mit Hilfe dieser kontrollierten elektrochemischen Reaktion, der sogenannten kalten Verbrennung, produziert der Dachs InnoGen mit hohem Wirkungsgrad gleichzeitig Wärme und Strom ((250 – 700 Wel, 210 – 950 Wth))
Seit 2019 ist die zweite Generation des Dachs auf dem Markt. Jetzt gibt es vier Dachse, den 0.8 (Brennstoffzelle), den 2.9 (gedrosselter Einzylinder), den 5.5 (Einzylinder, Dachs Classic) und den 20.0 (Mehrzylinder). Die elektrische Leistung der zweiten Dachs-Generation liegt je nach Typ zwischen 0,8 und 20,0 kW. Die thermische Leistung des Produktportfolios kommt auf Werte zwischen 1.100 W und 44 kW. Der elektrische Wirkungsgrad beträgt nach Herstellerangaben zwischen 26,5 und 37 %. Der Thermische Wirkungsgrad liegt zwischen 55 und 72 %. Daraus ergibt sich ein Gesamtwirkungsgrad in Höhe von 90,7–102,4 %.

## Auszeichnungen
- 2000: „Bayerischen Energiepreis 2000“[4]
- 2004: Österreichischen Haustechnik Award
- 2005: Cogen Europe Annual Award[5]
- 2009: CHPA Public Sector Award in Großbritannien
- 2012: Deutscher Energiespar-Preis
- 2016/17: Plus X Award 2016/2017 für das Brennstoffzellen-Heizsystem Dachs InnoGen[6]
- 2019: „Iconic Award 2019: Innovative Architecture“ in der Kategorie „Product“[7]